# Renato Dulbecco
Renato Dulbecco (Catanzaro, 1914. február 22. – La Jolla, Kalifornia, 2012. február 19.) olasz-amerikai orvos, virológus. 1975-ben Howard M. Teminnel és David Baltimore-ral megosztva orvostudományi Nobel-díjban részesült a reverz transzkripció felfedezéséért.

## Ifjúsága
1914. február 22-én született a dél-olaszországi Catanzaróban. Apja a calabriai Leonardo Dulbecco építőmérnök, anyja a Liguriából származó Maria Dulbecco (lánykori nevén Virdia) volt. Az első világháború után a család az ország északnyugati részén fekvő kisvárosba, Imperiába költözött. Renato műszaki érdeklődésű gyerek volt, saját szeizmográfot készített, anyjának pedig egy rádiót, hogy hallgathassa az operaelőadásokat. 16 évesen leérettségizett és beiratkozott a Torinói Egyetemre; fizikai és matematikai érdeklődése ellenére az orvosi szakra. Az egyetemen barátkozott össze Salvador Luriával és Rita Levi-Montalcinivel , akik később maguk is megkapták a fiziológiai Nobel-díjat.
1936-ban megkapta diplomáját és behívták katonai szolgálatra; a hadseregben orvosként szolgált. 1938-ban leszerelt és patológusként kezdett dolgozni, de a következő évben kitört a második világháború, és újra besorozták. Rövid ideig a francia, majd a szovjet frontra vezényelték. A szovjet hadsereg 1942-es doni offenzívája idején alig tudta elkerülni, hogy fogságba essen. Menekülése után több hónapig kórházban volt, majd hazaküldték. Miután a Mussolini-rezsim összeomlott és a németek megszállták Olaszországot, egy piemonti faluban csatlakozott az ellenállókhoz, akik jó hasznát vették orvosi tudásának. Torino felszabadulása után egy ideig tagja volt a Nemzeti Felszabadítási Bizottságnak, majd a háború után a városi tanácsnak is. A politika azonban nem nyerte meg tetszését és visszatért az egyetem anatómiai intézetébe. 1946-ban meglátogatta Salvador Luria, aki még a háború előtt kivándorolt az Egyesült Államokba és rávette Dulbeccót és Rita Levi-Montalcinit, hogy kövessék a példáját. 1947 őszén mindketten megérkeztek az USA-ba.

## Amerikai munkássága
Luria laboratóriumában kezdett dolgozni a Bloomingtoni Egyetemen, Indianában. Egyik itteni munkatársa James D. Watson volt, aki később felfedezte a DNS szerkezetét. A bakteriofágok UV-fény okozta aktivációját vizsgáló munkája felkeltette Max Delbrück figyelmét és 1949-ben meghívta az olasz kutatót a California Institute of Technology-ba. Felpakolta családját és ingóságait egy öreg gépkocsira és átautózott az amerikai kontinens nyugati partjára. Az amerikai állampolgárságot 1953-ban kapta meg.
A CalTechnél néhány évig folytatta bakteriofágos kísérleteit, majd Delbrück javaslatára elkezdett az állatokat fertőző vírusokkal foglalkozni.
Jórészt magának kellett kidolgoznia a megfelelő laboratóriumi módszereket, amikkel sejtkultúrákon tenyészteni tudta az onkogén poliómavírusokat. Marguerite Vogttal közösen felfedezte, hogy a tumort okozó DNS-vírusok beépülnek a gazdasejt genomjába. Sikerei meghozták gyümölcsüket, előbb docenssé majd professzorrá nevezték ki. Az 1950-es évek végén az ő laboratóriumában dolgozott PhD-hallgatóként Howard M. Temin, aki később felfedezte, hogyan íródik át az RNS-vírusok genomja DNS-sé, hogy utána szintén beépülhessen az emlőssejt kromoszómájába.
1962-ben csatlakozott a két évvel korábban alapított kaliforniai Salk Intézethez. Itteni laboratóriumában dolgozott egy ideig David Baltimore, aki 1970-ben felfedezte az RNS-t DNS-sé átíró reverz transzkriptáz enzimet. 1972-ben Londonba költözött, az Imperial Cancer Research Fund munkatársa lett, hogy a humán tumorkutatásra fókuszálhasson.
1975-ben Howard M. Teminnel és David Baltimore-ral megosztva orvostudományi Nobel-díjban részesült "a tumorvírusok és a sejtek genetikai anyag közötti kölcsönhatás felfedezéséért". A díjátadón elmondott beszédében felhívta a figyelmet, hogy a rákos megbetegedések jelentős részét a dohánytermékek és a környezetbe jutó más káros vegyi anyagok okozzák.

## Későbbi pályafutása
1977-ben visszatért a Salk Intézetbe és a University of California, San Diego orvosi tanszékén is tanított. Már 1986-ban javasolta egy nagyszabású program beindítását, aminek során feltérképeznék az emberi genom bázissorrendjét, ami később Human Genom Project-ként valósult meg. 1988 és 1992 között ő volt a Salk Intézet igazgatója, majd ezután ő vezette a Human Genom Project olasz részlegét. 1995 és 2006 között az olasz Nemzeti Kutatási Tanács orvostudományi technológiai bizottságának vezetője volt.

## Családja
1939-ben vette feleségül Giuseppina Salvót. Egy fiuk, Peter Leonard és egy lányuk, Maria Vittoria született. 1962-ben elváltak, és még abban az évben újra megházasodott, Maureen Muirt vette feleségül. Ebből a házasságából egy lány, Fiona Linsey származott.
2012. február 19-én halt meg a kaliforniai La Jollában, alig három nappal 98. születésnapja előtt.